# BirGün
BirGün è un quotidiano turco di sinistra con sede a Istanbul.
Il giornale è stato fondato nel 2004 da un gruppo di intellettuali turchi. Particolarità del giornale è che non è di proprietà di alcuna società madre o conglomerato.
Fin dalla sua fondazione, il giornale ha dovuto affrontare gravi pressioni da parte di società editoriali, principalmente affiliate al Doğan Media Group che possiede la stragrande maggioranza del mercato. Mentre la maggior parte dei giornali in Turchia paga la carta e le spese di pubblicazione a rate, BirGün ha dovuto pagare in contanti. Per sostenere i costi, il quotidiano ha prima lanciato una campagna di abbonamenti, quindi ha aumentato il prezzo a 0,75 TL. Il prezzo era di 1 TL nel 2012 e 1,5 TL nell'estate 2015, mentre costava anche 40 kuruş (0,4 TL) per le università in Turchia.
La maggior parte degli editorialisti di BirGün sono membri o simpatizzanti del Partito della Libertà e della Solidarietà (ÖDP), che è un membro del Partito della Sinistra Europea e uno dei fondatori della Sinistra Anticapitalista Europea.

## Editorialisti
- Korkut Boratav
- Şeyhmus Diken
- Hrant Dink (assassinato il 19 gennaio 2007)
- Süreyya Evren
- Tarık Günersel
- Zeynep Kuray
- Sabri Kuşkonmaz
- Oğuzhan Müftüoğlu
- Sırrı Süreyya Önder
- Harun Tekin
- Ece Temelkuran